# Vispstarr
Vispstarr (Carex digitata) är ett flerårigt halvgräs inom släktet starrar. 
Arten är 10–30 centimeter hög och tätt tuvad med rent gröna, cirka 5 millimeter breda blad. Bladslidorna är starkt brunröda. Honaxen är uppåtriktade och för starrar karaktäristiskt avlånga på grund av de glest sittande fruktgömmena. Fruktgömmena är rödbruna och glest håriga med ett omvänt äggrunt axfjäll. Då vispstarr blommar redan i början av maj är det ofta den tidigaste av starrarterna.

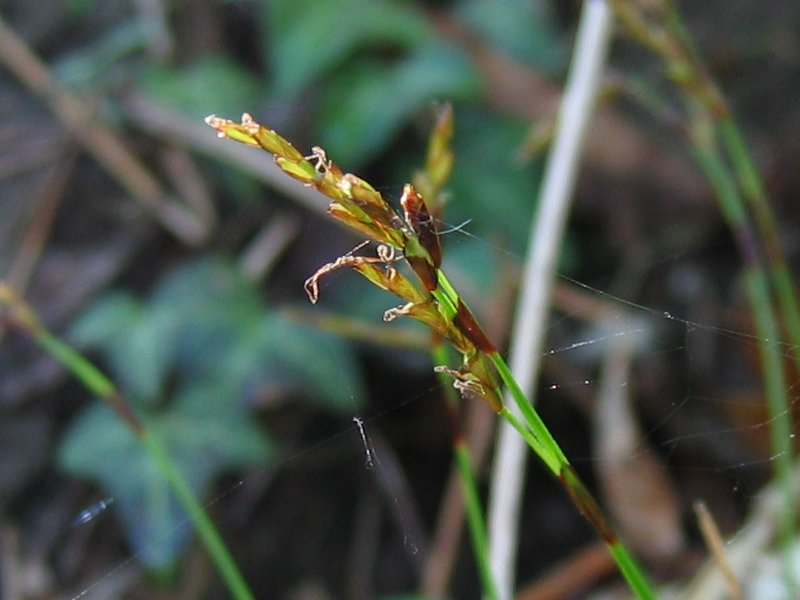
Närbild på honax

## Förväxlingsarter
Vispstarr kan framförallt sammanblandas med den mycket snarlika men betydligt ovanligare åsstarren (C.pallens). Lättast skiljs denna ut från vispstarr på att stråna en lång tid efter blomningen förblir upprätta medan vispstarrens strån efter ett tag blir liggande. Dessutom har åsstarr i jämförelse med vispstarr ett ljusare stödblad under nedersta honaxet, grönaktigare och rundare fruktgömmen samt ljusare och mer brokigt färgade axfjäll.
 En annan liknande art är fågelstarr (C.ornithopoda) men denna är i allmänhet ljusare och skiljs lätt ut från vispstarr med sina blekbruna bladslidor.

## Växtplats och ekologi
Arten föredrar torr, gärna stenig, skuggig-halvöppen mark. Typiska lokaler är olika typer av örtrika skogar, skogsbryn, hyggen och rasbranter. Den är i södra delarna av Norden den vanligaste starrarten man finner i torr skogsmark och i över huvud taget en karaktärsart för både lövskogar och örtrika barrskogar.

## Utbredning
Vispstarr finns i låglandsområden i hela Norden utom allra längst i norr och på Island. Den är vanlig i de flesta delarna av sitt utbredningsområde. Världsutbredningen omfattar främst centrala och östra Europa.